# Metazygia jamari
Metazygia jamari är en spindelart som beskrevs av Levi 1995. Metazygia jamari ingår i släktet Metazygia och familjen hjulspindlar. Inga underarter finns listade i Catalogue of Life.